# Agrotis haifae
Agrotis haifae är en fjärilsart som beskrevs av Otto Staudinger 1897. Agrotis haifae ingår i släktet Agrotis och familjen nattflyn. Inga underarter finns listade i Catalogue of Life.